# The Everly Brothers
Az Everly Brothers egy amerikai country és rock and roll duó, amely Don Everly (1937. február 1. – 2021. augusztus 21.)  és Phil Everly (1939. január 19. – 2014. január 3.) fivérekből állt. Az Everly Brotherst 1986-ban, a lista első évében beválasztották a Rock and Roll Hall of Fame-be. 2001-ben beiktatták őket a Country-hírességek Csarnokába.

## Pályakép
A testvérek már korán a zene felé fordultak, mivel muzikális családban nőttek fel. Az apa gitáros volt. Karrierjük kezdetén dalaikat a helyi rádióállomások sugározták.
Az első igazi slágerük Bye Bye Love volt 1957-ben, 2. a listán Elvis Presley (Let Me Be Your) Teddy Bear száma mögött. Az 1950-es évek végén és az 1960-as évek elején több slágerük ért el helyezést a Billboard listákon: Wake up Little Susie (1), All I have To Do Is Dream (1), Bird Dog (1), Problems (2), Cathy's Clown (1), és Crying In The Rain (6). A zárójelben lévő számok, a helyezések az amerikai Billboard-listán.
A testvérek belefáradtak a közös fellépésekbe és 1973 júliusától kezdve külön utakon jártak tíz évig. A szólókarrierjük nem volt sikeres, a közönség cserben hagyta őket, kivéve a Phil Everly kislemezét She Means Nothing To Me, amely Cliff Richard közreműködésével elérte a kilencedik helyet az angol listán 1983-ban.
1983. szeptember 23-án tartották az újraegyesülési koncertet a londoni Royal Albert Hall-ban. A következő évben adták ki az EB84 stúdióalbumot Dave Edmunds producer gondozásában, rajta egy-egy Paul McCartney és Jeff Lynne által speciálisan nekik írt dalával. Szintén Edmunds producersége alatt 1985-ben jelent meg a Born Yesterday albumuk is. Az 1988-ban kiadott Some Hearts… albumuk után csak turnéknak szentelték idejüket. 1990-ben a norvég A-ha pop-csapat nagy sikert aratott az Everly Brothers Crying in the Rain dalával. A Nazareth 1976-ban a 8. helyre került a Billboard Hot 100-listán Love Hurts című dallal, amit legelőször az Everly Brothers vett lemezre.
Miután 2003-ban és 2004-ben együtt turnéztak a Simon and Garfunkellel, egy hosszabb szünet után az Everly Brothers újabb angliai turnéra indult 2005 november-decemberében. A 2006 elejére tervezett koncerteket Las Vegasban minden magyarázat nélkül lemondták. Több fellépésük 2006 után duóként már nem volt, és Phil Everly 2014 januárjában meghalt.

## Diszkográfia

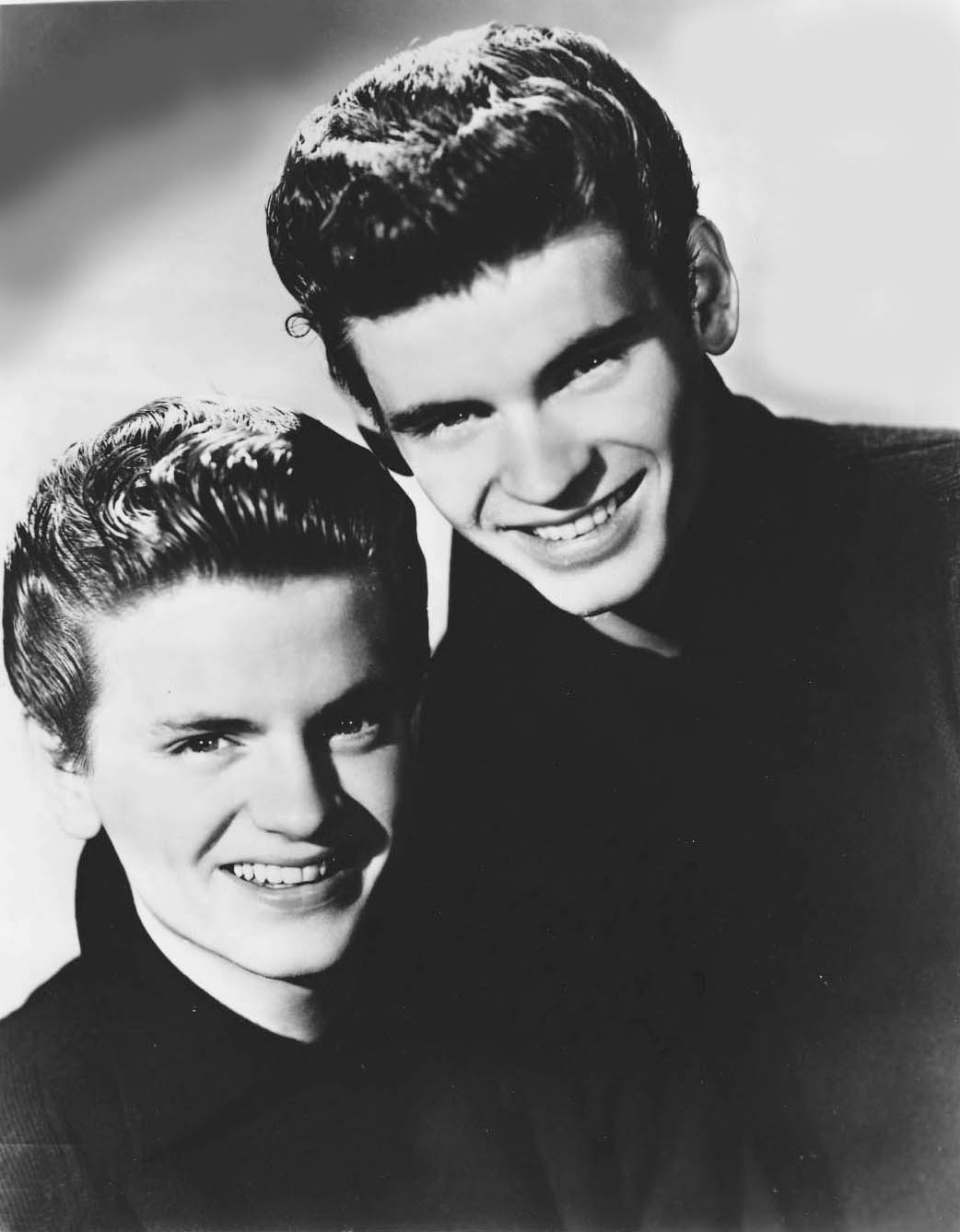
Phil és Don Everly (1958 körül)

### Albumok
- The Everly Brothers (1958)
- Songs Our Daddy Taught Us (1958)
- The Fabulous Style of the Everly Brothers (1960)
- It's Everly Time (1960)
- A Date with the Everly Brothers (1961)
- Both Sides Of An Evening (1961)
- Instant Party (1962)
- Christmas with the Everly Brothers (1962)
- The Everly Brothers Sing Great Country Hits (1963)
- Gone Gone Gone (1965)
- Rock'n'Soul (1965)
- Beat & Soul (1965)
- In Our Image (1966)
- Two Yanks in England (1966)
- The Hit Sound of the Everly Brothers (1967)
- The Everly Brothers Sing (1967)
- Roots (stúdióalbum) (1968)
- The Everly Brothers Show (1970) (koncertalbum, 2-LP)
- Stories We Could Tell (1972)
- Pass the Chicken & Listen (1973)
- The New Album (1977) (korábban kiadatlan felvételek)
- Reunion Concert (1983) (live, 2-LP)
- Nice Guys (1984) (korábban kiadatlan felvételek)
- EB84 (1984)
- Home Again (1985) (válogatáslemez, két korábban kiadatlan dallal)
- All They Had to Do Was Dream (1985) (korábban kiadatlan alternativ felvételek)
- Born Yesterday (1986)
- Suzie Q (1987) (korábban kiadatlan felvételek)
- Some Hearts… (1988)
- The Warner Bros Years Vol 1 (1989) (válogatáslemez 1962-1965)
- The Warner Bros Years Vol 2 (1989) ( válogatáslemez 1964-1970)
- Classic Everly Brothers (1992) (3-CD Box, teljes 1957-1960)
- Heartaches & Harmonies (1994) (4-CD Box)
- Too Good to Be True (2005) (korábban kiadatlan demofelvételek 1957-1960)
- Give Me a Future (2005) (korábban kiadatlan demofelvételek)
- The Price of Fame (2005) (7-CD Box, komplett 1960–1965)
- Chained To A Memory (2006) (8-CD + 1 DVD Box, komplett 1966–1972)

### Kislemezek
| Cím                                    | USA | UK  | Év   | Lemezkiadó      | Megjegyzés                                                      |
| -------------------------------------- | --- | --- | ---- | --------------- | --------------------------------------------------------------- |
| Keep A-Lovin' Me/The Sun Keeps Shining | 999 | 999 | 1956 | Columbia        | Az első két szám, amit közösen vettek fel.                      |
| Bye Bye Love                           | 2   | 6   | 1957 | Cadence         | US: Aranylemez, C&W* #1                                         |
| Wake Up Little Susie                   | 1   | 2   | 1957 | Cadence         | US: Aranylemez, C&W*/R&B** #1                                   |
| This Little Girl Of Mine               | 26  | 999 | 1958 | Cadence         | zz                                                              |
| All I Have to Do Is Dream              | 1   | 1   | 1958 | Cadence         | US: Aranylemez, C&W*/R&B** #1                                   |
| Claudette                              | 30  | 1   | 1958 | Cadence         | zz                                                              |
| Bird Dog                               | 1   | 2   | 1958 | Cadence         | US: Aranylemez, C&W* #1                                         |
| Devoted to You                         | 10  | 999 | 1958 | Cadence         | zz                                                              |
| Problems                               | 2   | 6   | 1958 | Cadence         | zz                                                              |
| Take a Message To Mary                 | 16  | 20  | 1959 | Cadence         | zz                                                              |
| Poor Jenny                             | 22  | 14  | 1959 | Cadence         | zz                                                              |
| Til I Kissed You                       | 4   | 2   | 1959 | Cadence         | zz                                                              |
| Let It Be Me                           | 7   | 13  | 1960 | Cadence         | zz                                                              |
| When Will I Be Loved                   | 8   | 4   | 1960 | Cadence         | zz                                                              |
| Like Strangers                         | 22  | 11  | 1960 | Cadence         | zz                                                              |
| Cathy's Clown                          | 1   | 1   | 1960 | Warner Brothers | US: Aranylemez, R&B** #1                                        |
| So Sad                                 | 7   | 4   | 1960 | Warner Brothers | zz                                                              |
| Lucille                                | 21  | 4   | 1960 | Warner Brothers | zz                                                              |
| Walk Right Back                        | 7   | 1   | 1961 | Warner Brothers | zz                                                              |
| Ebony Eyes                             | 8   | 1   | 1961 | Warner Brothers | zz                                                              |
| Temptation                             | 27  | 1   | 1961 | Warner Brothers | zz                                                              |
| Don't Blame Me                         | 20  | 20  | 1961 | Warner Brothers | zz                                                              |
| Muskrat                                | 82  | 20  | 1961 | Warner Brothers | zz                                                              |
| Crying In the Rain                     | 6   | 6   | 1962 | Warner Brothers | zz                                                              |
| That's Old Fashioned                   | 9   | 999 | 1962 | Warner Brothers | zz                                                              |
| How Can I Meet Her                     | 75  | 12  | 1962 | Warner Brothers | zz                                                              |
| No One Can Make My Sunshine Smile      | 999 | 11  | 1962 | Warner Brothers | zz                                                              |
| So It Always Will Be                   | 999 | 23  | 1963 | Warner Brothers | zz                                                              |
| It's Been Nice                         | 999 | 26  | 1963 | Warner Brothers | zz                                                              |
| The Girl Sang the Blues                | 999 | 25  | 1963 | Warner Brothers | zz                                                              |
| The Ferris Wheel                       | 72  | 22  | 1964 | Warner Brothers | zz                                                              |
| Gone Gone Gone                         | 31  | 36  | 1964 | Warner Brothers | zz                                                              |
| That'll Be the Day                     | 999 | 30  | 1965 | Warner Brothers | zz                                                              |
| The Price of Love                      | 999 | 2   | 1965 | Warner Brothers | zz                                                              |
| I'll Never Get Over You                | 999 | 35  | 1965 | Warner Brothers | zz                                                              |
| Love Is Strange                        | 999 | 11  | 1965 | Warner Brothers | zz                                                              |
| Bowling Green                          | 40  | 999 | 1967 | Warner Brothers | zz                                                              |
| It's My Time                           | 999 | 39  | 1968 | Warner Brothers | zz                                                              |
| On the Wings Of a Nightingale          | 50  | 999 | 1984 | Mercury         | US: #9 „Adult Contemporary”-listán. Paul McCartney szerzeménye. |

* C&W – Country and Western
** R&B – Rhythm and Blues

## Fordítás
- Ez a szócikk részben vagy egészben  az   Everly Brothers című svéd Wikipédia-szócikk ezen változatának fordításán alapul.  Az eredeti cikk szerkesztőit annak laptörténete sorolja fel. Ez a jelzés csupán a megfogalmazás eredetét és a szerzői jogokat jelzi, nem szolgál a cikkben szereplő információk forrásmegjelöléseként.